# Leszkowice (województwo lubelskie)
Leszkowice – wieś w Polsce położona w województwie lubelskim, w powiecie lubartowskim, w gminie Ostrówek. Leży nad rzeką Wieprz.
Wieś szlachecka położona była w drugiej połowie XVI wieku w powiecie lubelskim województwa lubelskiego, w 1739 roku należała wraz z folwarkiem do klucza Lubartów Lubomirskich. W latach 1948–1954 miejscowość była siedzibą gminy Leszkowice. W latach 1954–1959 wieś należała i była siedzibą władz gromady Leszkowice, po jej zniesieniu w gromadzie Kamiennowola. W latach 1975–1998 miejscowość należała administracyjnie do województwa lubelskiego.
Wieś stanowi sołectwo gminy Ostrówek. Według Narodowego Spisu Powszechnego z roku 2011 wieś liczyła 907 mieszkańców.
Na terenie wsi znajduje się stalowy most z drewnianą nawierzchnią o długości prawie 42 metry przerzucony przez rzekę Wieprz. Gruntowne remonty mostu odbywały się w 1994 i pod koniec 2018 roku.
Wieś jest siedzibą rzymskokatolickiej parafii św. Józefa Oblubieńca i św. Jana Chrzciciela w Leszkowicach.